# Hamnskärsfjärden, Österbotten
Hamnskärsfjärden är en fjärd i Finland. Den ligger i landskapet Österbotten, i den centrala delen av landet, 400 km norr om huvudstaden Helsingfors.
Hamnskärsfjärden avgränsas av Kåtölandet i sydöst, Västra och Östra Börsskäret i sydväst, Södra Hamnskäret i väster och Norra Hamnskäret i norr. I söder ansluter den till Börsskärsfjärden.